# Trzynasty rząd Izraela
Trzynasty rząd Izraela – rząd Izraela, sformowany 12 stycznia 1966, którego premierem został Lewi Eszkol z Koalicji Pracy. Rząd został powołany przez koalicję mającą większość w Knesecie VI kadencji, po wyborach w 1965 roku. 26 lutego 1969 Eszkol zmarł, a rząd funkcjonował pod tymczasowym przywództwem wicepremiera Jigala Allona do 17 marca 1969, kiedy to powstał rząd premier Goldy Meir.